# Pegasidion
Pegasidion is een geslacht van rechtvleugeligen uit de familie veldsprinkhanen (Acrididae). De wetenschappelijke naam van dit geslacht is voor het eerst geldig gepubliceerd in 1861 door Saussure.

## Soorten
Het geslacht Pegasidion  is monotypisch en omvat slechts de volgende soort:
- Pegasidion volitans (Saussure, 1861)